# General San Martín (La Pampa)
Pour les articles homonymes, voir General San Martín.
General San Martín est une localité argentine située dans le département de Hucal et dans la province de La Pampa. Son territoire rural s'étend également sur le département de Caleu Caleu. 

## Religion
| Diocèse  | Santa Rosa en Argentina  |
| -------- | ------------------------ |
| Paroisse | Sagrado Corazón de Jesús |